# Lista de programas infantis da SIC
Os programas infantis portugueses produzidos pela SIC estão relacionadas nesta lista, que apresenta: data de início, data do final e quantidade de capítulos dos programas infantis dessa emissora, das transmissões originais. A SIC é uma estação de televisão portuguesa.

## Década de 1990
| # | Início | Término | Título             | Apresentadores                                                               |
| - | ------ | ------- | ------------------ | ---------------------------------------------------------------------------- |
| 1 | 1993   | 2002    | Buéréré            | Ana Marques                                                                  |
| 2 | 1994   | 1996    | Espaço Nickelodeon |                                                                              |
| 3 | 1996   | 1998    | Super Buéréré      | Ana Malhoa                                                                   |
| 4 | 1999   | 2001    | Zip Zap            | O programa teve várias apresentadoras.                                       |
| 5 | 1999   | 2006    | Dá-lhe Gás         | Catarina Pereira, Jorge Gabriel e Raquel Prates na primeira temporada.       |
| 5 | 1999   | 2006    | Dá-lhe Gás         | Raquel Strada, Joana Oliveira e Diogo Morgado na segunda e quarta temporada. |
| 5 | 1999   | 2006    | Dá-lhe Gás         | Na terceira temporada são desconhecidos os apresentadores.                   |

## Década de 2000
| #  | Início | Término              | Título        | Apresentadores                                     |
| -- | ------ | -------------------- | ------------- | -------------------------------------------------- |
| 6  | 2001   | 30 de agosto de 2015 | Disney Kids   | Cláudia Borges e Fernando Martins (2002-2004)      |
| 6  | 2001   | 30 de agosto de 2015 | Disney Kids   | Francisco Garcia e Carolina Patrocínio (2004-2008) |
| 6  | 2001   | 30 de agosto de 2015 | Disney Kids   | Catarina Mira e João Paulo Sousa (2008-2011)       |
| 6  | 2001   | 30 de agosto de 2015 | Disney Kids   | De 2012 a 2015, não teve apresentadores.           |
| 7  | 2001   | 2002                 | SIC a Abrir   | Francisco Garcia                                   |
| 8  | 2001   | 2002                 | SIC Altamente | José Figueiras                                     |
| 9  | 2002   | 2004                 | Totil Total   | Paula Leite                                        |
| 10 | 2002   | 2004                 | Fun Totil     | Paula Leite                                        |
| 11 | 2002   | 2006                 | Ioiô          | Marisa Cruz                                        |
| 12 | 2006   | 2011                 | SIC Kids      | TBA                                                |
| 13 | 2008   | 2009                 | Lucy          | Luciana Abreu                                      |

## Década de 2010
| #  | Início                 | Término              | Título             | Apresentadores |
| -- | ---------------------- | -------------------- | ------------------ | -------------- |
| 14 | 2011                   | 30 de agosto de 2015 | LOL@SIC            |                |
| 15 | 12 de setembro de 2015 | 2019                 | Manhãs de Animação |                |